# Nuillé-le-Jalais
Nuillé-le-Jalais é uma comuna francesa na região administrativa do País do Loire, no departamento de Sarthe. Estende-se por uma área de 5.70 km². Em 2010 a comuna tinha 540 habitantes (densidade: 94,7 hab./km²).